# Schwarzschnabel-Jamaikasylphe
Die Schwarzschnabel-Jamaikasylphe (Trochilus scitulus), auch Schwarzschnabel-Wimpelschwanz genannt, ist ein Kolibri, der nur im Osten von Jamaika vorkommt. Die Art galt früher als Unterart des Wimpelschwanzes (Trochilus polytmus).

## Merkmale
Der Wimpelschwanz und die Schwarzschnabel-Jamaikasylphe sind ein Beispiel allopatrischer Artbildung auf Jamaika. Die Arten der Kolibrigattung Trochilus stimmen im Habitus in vielen Merkmalen überein. Die Schnäbel sind jedoch unterschiedlich gefärbt. Schwarzschnabel-Jamaikasylphen sind an dem 20–24 mm langen schwarzen Schnabel, den dunklen langen Schwanzfedern und dem grün, schwarz und blau schillernden Gefieder zu erkennen. Der lange, gefächerte, schwarze Schwanz wird – wie beim Wimpelschwanz oder der Schwarzschwanzsylphe – bis 17 Zentimeter lang. Der Bauch ist dunkelgrün gefärbt. Ihr Gewicht liegt bei fünf Gramm. Das Weibchen ist kleiner. Schwarzschnabel-Jamaikasylphe drohen mit lauten „ziit“-Rufen.

## Verbreitung

Verbreitungsgebiet der Schwarzschnabel-Jamaikasylphe (grün)

Die Art lebt im Osten von Jamaika in Küstengebieten und Bergregionen. Das Verbreitungsgebiet wird im Nordosten vom Rio Grande und den folgenden John Crow Mountains begrenzt, im Süden vom Morant River.

## Nahrung
Die Nahrung des Schwarzschnabel-Jamaikasylphe besteht hauptsächlich aus Blütennektar und Pollen. Der Nektar wird im Flug aus den Blüten aufgenommen. Zudem werden Insekten gefressen, was eine ausreichende Versorgung mit Eiweiß sicherstellt.

## Fortpflanzung
Die Fortpflanzungszeit liegt zwischen Oktober und Mai. Die Nester werden in einer Höhe von 3 bis 4 Metern errichtet. Wegen der großen Niederschlagsmengen im Verbreitungsgebiet besteht das Nestmaterial unter anderem aus gröberen Flechten und Wurzelstücken. Dadurch kann bei starkem Regen das Wasser besser abfließen. Das Weibchen legt im Durchschnitt zwei ovale Eier. Die Brutdauer beträgt 18 bis 20 Tage.

## Feinde
Neben dem Menschen, der den Lebensraum des Kolibris zerstört und Teile dieses Vogels zu Schmuck verarbeitet, hat die Art auch natürliche Feinde wie Schlangen, Katzen und Greifvögel.

## Gefährdung
Der Gesamtbestand wird derzeit nicht als bedroht angesehen. In der Roten Liste der Weltnaturschutzunion wird die Schwarzschnabel-Jamaikasylphe daher in der Kategorie „LC“ (least concern – nicht gefährdet) geführt.

## Etymologie und Forschungsgeschichte
William Brewster und Outram Bangs beschrieben den Kolibri unter dem Namen Aithurus scitulus. Als Fundort gaben sie Priestman's River in Portland Parish an. Der Sammler des Typusexemplars war William Earl Dodge Scott (1852–1910). Erst später wurde er der Gattung »Trochilus« zugeordnet. Dieser Name, den Linnaeus 1758 als neue Gattung einführte, ist historisch etwas problematisch. So wurde er bereits von Aristoteles für einen Vogel, der den Mund eines Krokodils aufsucht, ohne von diesem verletzt oder gar gefressen zu werden verwendet. Étienne Geoffroy Saint-Hilaire vermutete, dass Aristoteles damit den Krokodilwächter (Pluvianus aegyptius) beschrieb. Trotzdem hat sich unter den Wissenschaftlern eingebürgert, diesen Begriff im Zusammenhang mit Kolibris zu verwenden. »Scitulus« leitet sich vom lateinischen Wort »scitus« für »schön« ab.